# Malcolm MacDonald (Politiker)

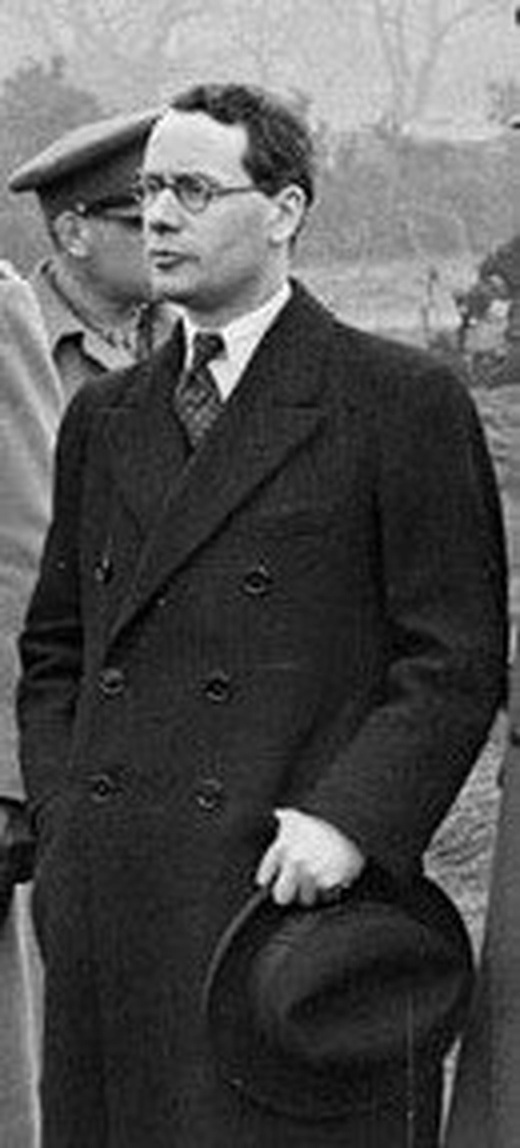
Malcolm MacDonald

Malcolm John MacDonald (* 17. Januar 1901 in Lossiemouth, Moray; † 11. Januar 1981 in Raspit Hill, Kent) war ein britischer Gelehrter und Politiker der Labour Party.

## Leben
Der Sohn des ehemaligen Premierministers Ramsay MacDonald wurde 1929 zum Abgeordneten des Unterhauses gewählt.
Bereits 1931 wurde er Unterstaatssekretär im Kolonialamt (Under-Secretary of State for Dominion Affairs). 1935 wurde er zunächst Kolonialminister (Secretary of State for the Colonies) und dann von 1935 bis 1938 Staatssekretär für Herrschaftsgebiete (Secretary of State for Dominion Affairs). Anschließend war er erneut bis 1940 Kolonialminister sowie zeitgleich bis 1939 Staatssekretär für Herrschaftsgebiete. Von 1940 bis 1941 war er Gesundheitsminister. Daraufhin wurde er bis 1946 Hochkommissar in Kanada.
1946 bis 1948 war er Generalgouverneur von Malaya, Singapur und Britisch-Borneo. Anschließend war MacDonald bis 1955 Generalkommissar in Südostasien. Darauf folgten fünf Jahre als Hochkommissar in Indien. 1960 wurde er zum Leiter der britischen Delegation bei der Genfer Laos-Konferenz ernannt. Zugleich war er 1949 bis 1961 Kanzler der Universität von Malaya, der heutigen Nationaluniversität Singapur.
1963 wurde er zunächst Gouverneur und noch im selben Jahr Generalgouverneur von Kenia. Als solcher übergab er die Macht nach der Erklärung der Unabhängigkeit 1964 an Präsident Jomo Kenyatta. Anschließend blieb er noch bis 1965 als Hochkommissar in Kenia, um die Stabilisierung der Unabhängigkeit zu beobachten. Bis 1970 war er Sondergesandter des britischen Premierminister Harold Wilson für Afrika.
Von 1971 bis 1980 war er noch Kanzler der University of Durham. In diesem Amt folgte ihm 1980 Dame Margot Fonteyn.

## Auszeichnung
- 1969 Order of Merit